# Atmaca
L'Atmaca (épervier en turc) est un missile antinavire turc subsonique. Développé par l'entreprise Roketsan, il a été conçu pour remplacer les Harpoon dans la marine turque.

## Développement
Le 3 novembre 2019, la marine turque mène son premier essai de tir depuis le TCG Kınalıada, une corvette de classe Ada,.
Le 4 janvier 2021, un missile Atmaca détruit sa cible au cours d'un test mené par la marine turque.
Le 12 mars 2025, le missile anti-navire Atmaca a été tiré avec succès depuis le sous-marin TCG Preveze. Le missile en surface a terminé son vol avec succès.

## Caractéristiques
Le missile se dirige vers sa cible à l'aide de son GPS, de sa centrale à inertie, de ses altimètres barométriques pendant que son radar actif la verrouille avec une grande précision. Avec une portée de plus de 200 km, le missile Atmaca est une menace pour les navires situés au-delà de l'horizon. À l'approche de sa cible, il vole à très basse altitude pour éviter les défenses ennemies.

## Utilisateurs
Indonésie: L’Indonésie a attribué un contrat à la société locale PT Republik Defensindo pour l’acquisition de 45 missiles antinavires Atmaca auprès de la Turquie. Cette commande inclut également des lanceurs et des terminaux de contrôle. Ainsi, l’Indonésie devient le premier client étranger de ce missile développé par Roketsan,.